# Els misteris del Chronicle
Els misteris del Chronicle (títol original en anglès, Chronicle Mysteries) és una sèrie de pel·lícules de misteri de producció estatunidenca i canadenca del 2019. És protagonitzada per Alison Sweeney com a Alex McPherson, una presentadora de pòdcasts, i Benjamin Ayres com a Drew Godfrey, l'editor d'un diari local. Ambientada a la petita ciutat de Pennsilvània de Harrington, es va emetre a Hallmark Movies & Mysteries als Estats Units. S'ha doblat al valencià per a À Punt, que va començar a emetre-la el 13 d'octubre de 2024.
Les tres primeres pel·lícules es van rodar a Vancouver.

## Repartiment principal
- Alison Sweeney com a Alexandra "Alex" McPherson, una presentadora de pòdcast que es trasllada a la seva ciutat natal i passa a gestionar el diari local, The Chronicle, que és propietat del seu oncle.
- Benjamin Ayres com a Andrew "Drew" Godfrey, un pare solter que treballa com a redactor en cap al diari The Chronicle
- Michael Kopsa com a Miles Lewiston, l'editor i propietari de The Chronicle i l'oncle de l'Alex
- Rebecca Staab com a Eileen Bruce, una periodista de temàtica d'estil de vida al diari[7]
- Olivia Steele Falconer com a Kendall Godfrey, la filla adolescent d'en Drew que fa pràctiques al diari
- Dave Collette com a Charlie "Chuck" Matthews, director de la impremta del diari
- Toby Levins com a Sean Mullen, un bomber local que s'interessa per l'Alex
- Jesse Moss com a Tim Reynolds
- Ian Collins com a Zachary "Zach" Warren, el nebot d'en Chuck
- Karen Holiness com a Katie

## Personatges
Les cel·les de color gris fosc indiquen que el personatge no apareix a la pel·lícula.
| Personatge      | Títol                  | Títol           | Títol                  | Títol                  |
| Personatge      | Recuperada             | L'home innocent | Vinyes enllaçades      | The Deep End           |
| --------------- | ---------------------- | --------------- | ---------------------- | ---------------------- |
| Alex McPherson  | Alison Sweeney         | Alison Sweeney  | Alison Sweeney         | Alison Sweeney         |
| Drew Godfrey    | Benjamin Ayres         | Benjamin Ayres  | Benjamin Ayres         | Benjamin Ayres         |
| Miles Lewiston  | Michael Kopsa          | Michael Kopsa   | Michael Kopsa          |                        |
| Eileen Bruce    | Rebecca Staab          |                 | Rebecca Staab          | Rebecca Staab          |
| Kendall Godfrey | Olivia Steele Falconer |                 | Olivia Steele Falconer | Olivia Steele Falconer |
| Chuck Matthews  | Dave Collette          | Dave Collette   | Dave Collette          |                        |
| Sean Mullen     | Toby Levins            | Toby Levins     | Toby Levins            |                        |

## Llista de pel·lícules
| Núm. | Títol                                             | Direcció        | Guió                          | Data d'emissió original | Data d'emissió a À Punt |
| --- | ------------------------------------------------- | --------------- | ----------------------------- | ----------------------- | ----------------------- |
| 1 | «Els misteris del Chronicle 1: Recuperada»        | Jason Bourque   | Melissa Salmons               | 17 de febrer de 2019    | 13 d'octubre de 2024    |
| La podcaster Alex McPherson torna a Harrington a la recerca de respostes a la desaparició fa 20 anys de Gina DeSavio, la seua amiga de la infància. Quan ella comença a fer preguntes sobre el cas sense resoldre, un testimoni d'aqueixa nit apareix mort. Mentre investiga al costat del periodista Drew Godfrey alguna cosa comença a ocórrer entre ells. |                                                   |                 |                               |                         |                         |
| 2 | «Els misteris del Chronicle 2: L'home innocent»   | Terry Ingram    | Melissa Salmons               | 24 de febrer de 2019    | 20 d'octubre de 2024    |
| Alex McPherson s'està instal·lant en el seu nou lloc en The Chronicle quan Mike Thurman li porta un nou desafiament. Mike va ser absolt de l'assassinat de la seua esposa, però encara és un pària a la seua ciutat. Vol que Alex netege el seu nom. Ella està disposada a trobar la veritat, al mateix temps que Drew Godfrey persegueix una història comercial local que dóna un gir brusc a la seua investigació. Junts, desentranyen les pistes per a resoldre l'assassinat i detindre un crim en progrés. |                                                   |                 |                               |                         |                         |
| 3 | «Els misteris del Chronicle 3: Vinyes enllaçades» | David Weaver    | Melissa Salmons, Kraig Wenman | 3 de març de 2019       | 27 d'octubre de 2024    |
| L'equip de The Chronicle està en camí per a una nova aventura al país del vi. Fa tres anys va ocórrer un accident en la vinya i el patriarca de la família Matisse murio. Alex McPherson està allí a petició del seu fill Gilmore per a descobrir la veritat. Quan una segona persona mor en un accident sospitós, Alex i Drew han d'investigar acuradament a través dels secrets familiars ... per a trobar un assassí enmig d'ells.                                                                          |                                                   |                 |                               |                         |                         |
| 4 | «Chronicle Mysteries: The Deep End»               | Nimisha Mukerji | Melissa Salmons               | 25 d'agost de 2019      |                         |
| 5 | «Chronicle Mysteries: Helped to Death»            | Jason Bourque   | Melissa Salmons               | 21 de febrer de 2021    |                         |